# Wilde Mander
Wilde Mander är en bergstopp i Österrike.   Den ligger i distriktet Lienz och förbundslandet Tyrolen, i den centrala delen av landet, 300 km väster om huvudstaden Wien. Toppen på Wilde Mander är 2 386 meter över havet.
Terrängen runt Wilde Mander är bergig. Runt Wilde Mander är det ganska glesbefolkat, med 26 invånare per kvadratkilometer.. Närmaste större samhälle är Matrei in Osttirol, 11,2 km söder om Wilde Mander. 
Trakten runt Wilde Mander består i huvudsak av gräsmarker.